# Орден Вахтанга Горгасали
Орден Вахтанга Горгасали (груз. ვახტანგ გორგასლის ორდენი) — государственная награда Грузии.

## История
Орден был учреждён решением Парламента Грузии 24 декабря 1992 года как военная награда. Орденом Вахтанга Горгасали награждаются военнослужащие армии и полиции Грузии, проявившие храбрость и героизм в борьбе за защиту родины и её территориальной целостности, за умелое руководство, осуществление мероприятий по обороне, разработку и проведение военной операции. Орденом также могут быть награждены иностранные граждане, проявившие храбрость и самопожертвование в борьбе за независимость и территориальную целостность Грузии. Среди первых награждённых — граждане Украины, бойцы УНСО из состава экспедиционного корпуса «Арго», воевавшие в Абхазии на стороне Грузии.

## Положение о награде
Орденом Вахтанга Горгасали награждаются военнослужащие, проявившие храбрость и героизм в борьбе за защиту родины и её территориальной целостности, за умелое руководство, осуществление мероприятий по обороне, разработку и проведение военной операции. Орден Вахтанга Горгасали имеет три степени. Высшей является 1-я степень. Награждение Орденом Вахтанга Горгасали производится последовательно, начиная с 3-й степени.
3-й степенью ордена Вахтанга Горгасали награждаются лица, показавшие наибольшую боеготовность при выполнении поставленной задачи,
2-й степенью ордена Вахтанга Горгасали награждаются военнослужащие армии и полиции, за успешное выполнение боевых приказов,
1-й степенью ордена Вахтанга Горгасали награждаются лица, за выдающийся вклад на благо Родины и Нации, стойкость и самопожертвование.
Награждённому орденом Вахтанга Горгасали вручается денежная премия в размере:
1-я степень ордена Вахтанга Горгасали — 100 минимальных зарплат,
2-я степень ордена Вахтанга Горгасали — 50 минимальных зарплат,
3-я степень ордена Вахтанга Горгасали — 30 минимальных зарплат.
Лица, награждённые орденами Вахтанга Горгасали, пользуются следующими преимуществами:
а) в соответствии с действующим законодательством могут бесплатно пользоваться общественным транспортом,
б) в соответствии с действующим законодательством могут быть бесплатно застрахованы.
В обоих случаях правительство покрывает все расходы. 

Награждение Орденом Вахтанга Горгасали может производиться посмертно.